# Gare d'Ochanomizu
La gare d'Ochanomizu (御茶ノ水駅, Ochanomizu-eki) est une gare ferroviaire de la ville de Tokyo au Japon. Elle est située dans le quartier d'Ochanomizu dans l'arrondissement de Chiyoda. La gare est desservie par les lignes de la East Japan Railway Company (JR East) et du Tokyo Metro.

## Situation ferroviaire
La gare d'Ochanomizu est située au point kilométrique (PK) 2,6 de la ligne Chūō, au PK 21,5 de la ligne Chūō-Sōbu et au PK 17,8 de la ligne Marunouchi.

## Histoire
La gare a été inaugurée le 31 décembre 1904. La station de métro ouvre le 20 janvier 1954.

## Services aux voyageurs

### Accès et accueil
La gare dispose d'un bâtiment voyageurs, avec guichet, ouvert tous les jours.

### Desserte

#### JR East
Voies en surface.
- Ligne Chūō :
  - voie 1 : direction Shinjuku et Takao
  - voie 4 : direction Tokyo

- Ligne Chūō-Sōbu :
  - voie 2 : direction Shinjuku, Nakano et Mitaka
  - voie 3 : direction Kinshichō, Funabashi et Chiba

#### Tokyo Metro
Voies en sous-sol.
- Ligne Marunouchi :
  - voie 1 : direction Ogikubo
  - voie 2 : direction Ikebukuro

### Intermodalité
La station de métro Shin-Ochanomizu (ligne Chiyoda) est située à proximité de la gare.

## Point de vue
La gare d'Ochanomizu est appréciée des photographes ferroviaires pour le point de vue offert depuis le pont Hijiri : la ligne Marunouchi traverse la rivière Kanda puis s'engouffre sous les voies des lignes Chūō et Chūō-Sōbu, avec les premiers immeubles d'Akihabara en arrière-plan.

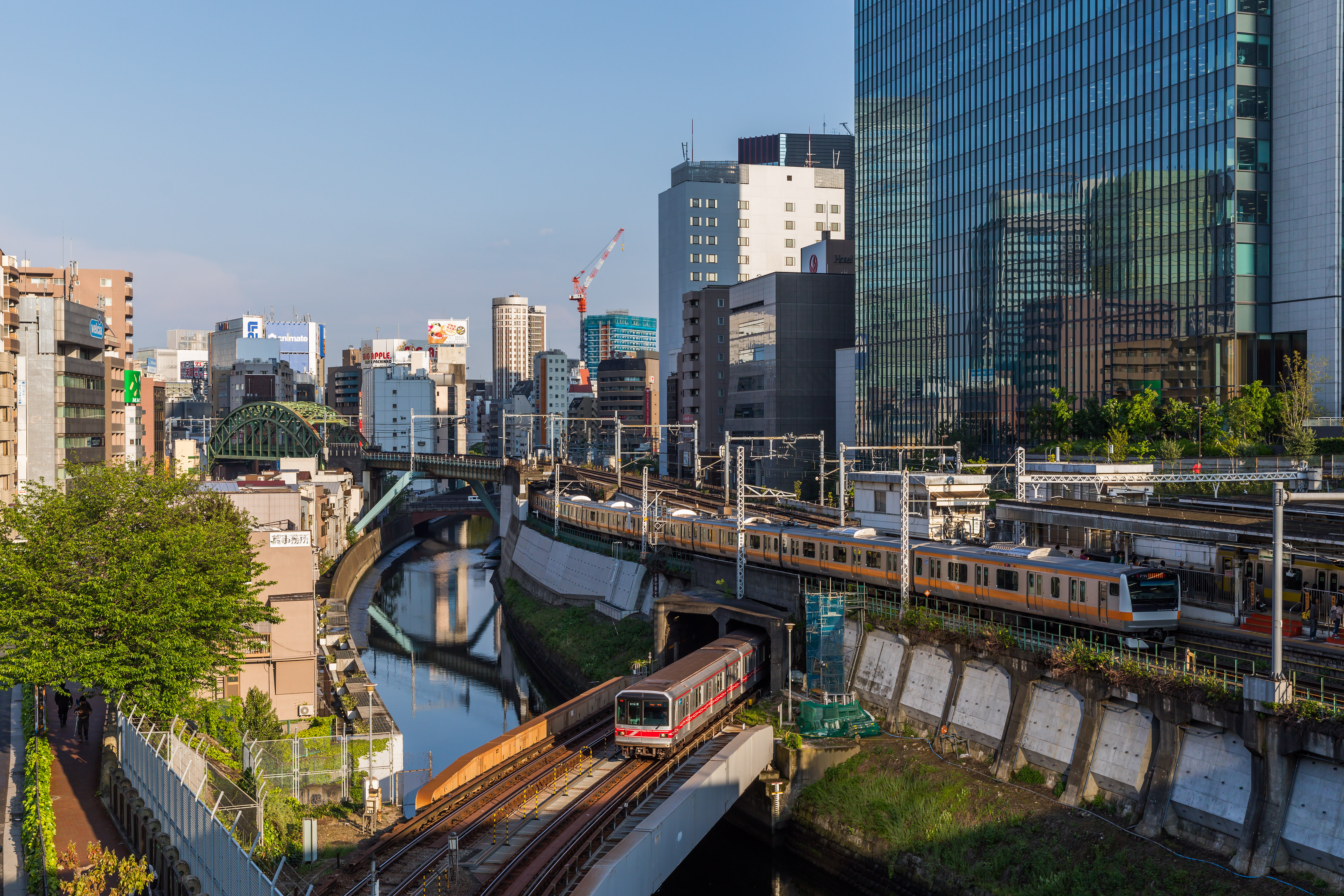
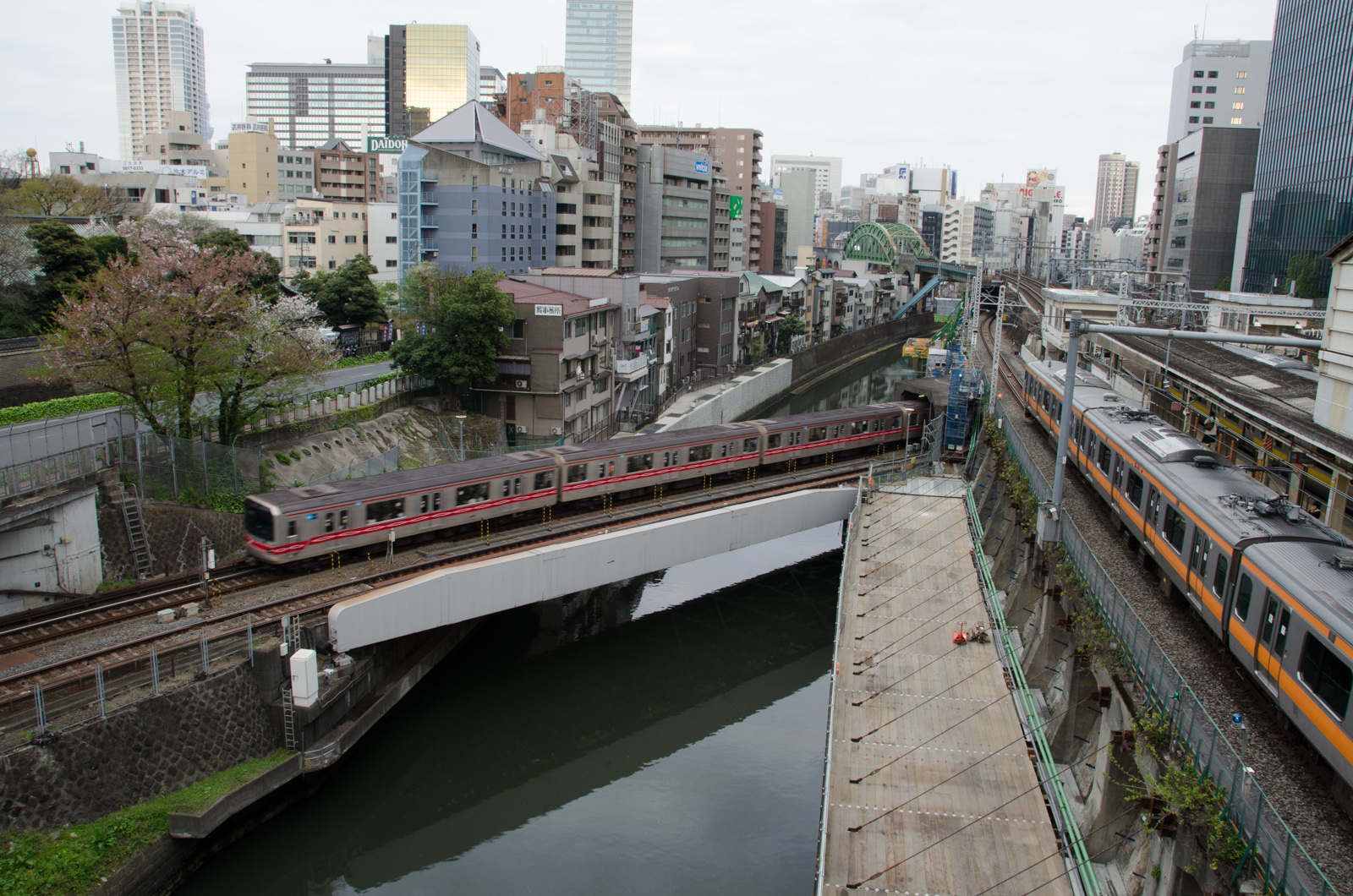